# Verweyhal
La Verweyhal (halle Verwey) est un édifice historique de style néo-classique, érigé vers 1880, et sis sur la Grand’Place de Haarlem, mais avec entrée sur la rue adjacente Grote Houtstraat. Le bâtiment servit d’abord à abriter une association culturelle, puis connut diverses destinations, avant d’être réaménagé en musée au début des années 1990.

## Historique
Au XIXe siècle, l’association Trou moet Blycken ('Fidélité s’avère par les œuvres', en traduction libre), une de ces sociëteiten typiquement hollandaises – salons ou cercles privés culturels ou de sociabilité exclusivement masculins qui ont commencé à fleurir aux Pays-Bas à partir de la seconde moitié du XVIIIe siècle – et avatar des chambres de rhétorique du Moyen Âge, fit construire sur le même emplacement que l’édifice actuel un premier immeuble. Dans la seconde moitié du siècle, le bâtiment étant devenu trop exigu, ladite association lança en 1876 un concours d’architecture en vue de la construction d’un nouvel édifice, concours que remporta l’architecte amstellodamois A.J. van Beek, dont le projet fut, après moult péripéties, mis à exécution et achevé en 1880.
Cependant, dès l’ouverture officielle, il apparut que la société Trou moet Blycken avait des difficultés financières, et sans doute l’immeuble sur lequel s’était porté le choix de la sociëteit était-il trop onéreux. Dans un premier temps, les messieurs de la société tentèrent de rétablir l’équilibre en majorant les cotisations – remède peu efficace, attendu que le nombre des membres était à la baisse. Il fut donc décidé en 1901 de donner le rez-de-chaussée en location comme espace commercial. Cette mesure s’étant également révélée insuffisante, la société fut finalement contrainte de vendre l’immeuble à la municipalité, laquelle en devint propriétaire pour le montant de 125 000 florins, tandis que la sociëteit déménagea en 1922 vers un nouvel emplacement, plus abordable, au n°115 de la Grote Houtstraat.
En 1924, l’édifice fut réaménagé à l’usage d’un établissement bancaire (la Spaarnebank). Le rez-de-chaussée accueillit les coffres-forts, et le premier étage servit désormais à abriter les bureaux.
Après 1978, à l’issue d’un nouveau remaniement, l’édifice hébergea au premier étage le service municipal des affaires culturelles, le comité d’embellissement et le bureau de l’architecte municipal, tandis que le rez-de-chaussée continuait de faire office d’espace de magasin. Quatorze années plus tard, en 1992, l’immeuble fut derechef transformé : l’étage reçut, avec le soutien de la Fondation Kees Verwey, une fonction muséale en même temps qu’une nouvelle dénomination : la Verweyhal (halle Verwey, d’après le nom du peintre et aquarelliste Kees Verwey). Le projet de réagencement fut confié conjointement à Wiek Röling, ancien architecte municipal, et à l’architecte Jan Bernard. 
Le Verweyhal a gardé jusqu’à ce jour son rôle de musée et compose avec la Halle aux viandes (Vleeshal), dont il n’est séparé que par le vishuisje (maisonnette du poissonnier, autrefois logis du valet du marché aux poissons) l’ensemble muséal De Hallen (en néerl. Museum De Hallen), dépendance du musée Frans Hals.

## Description

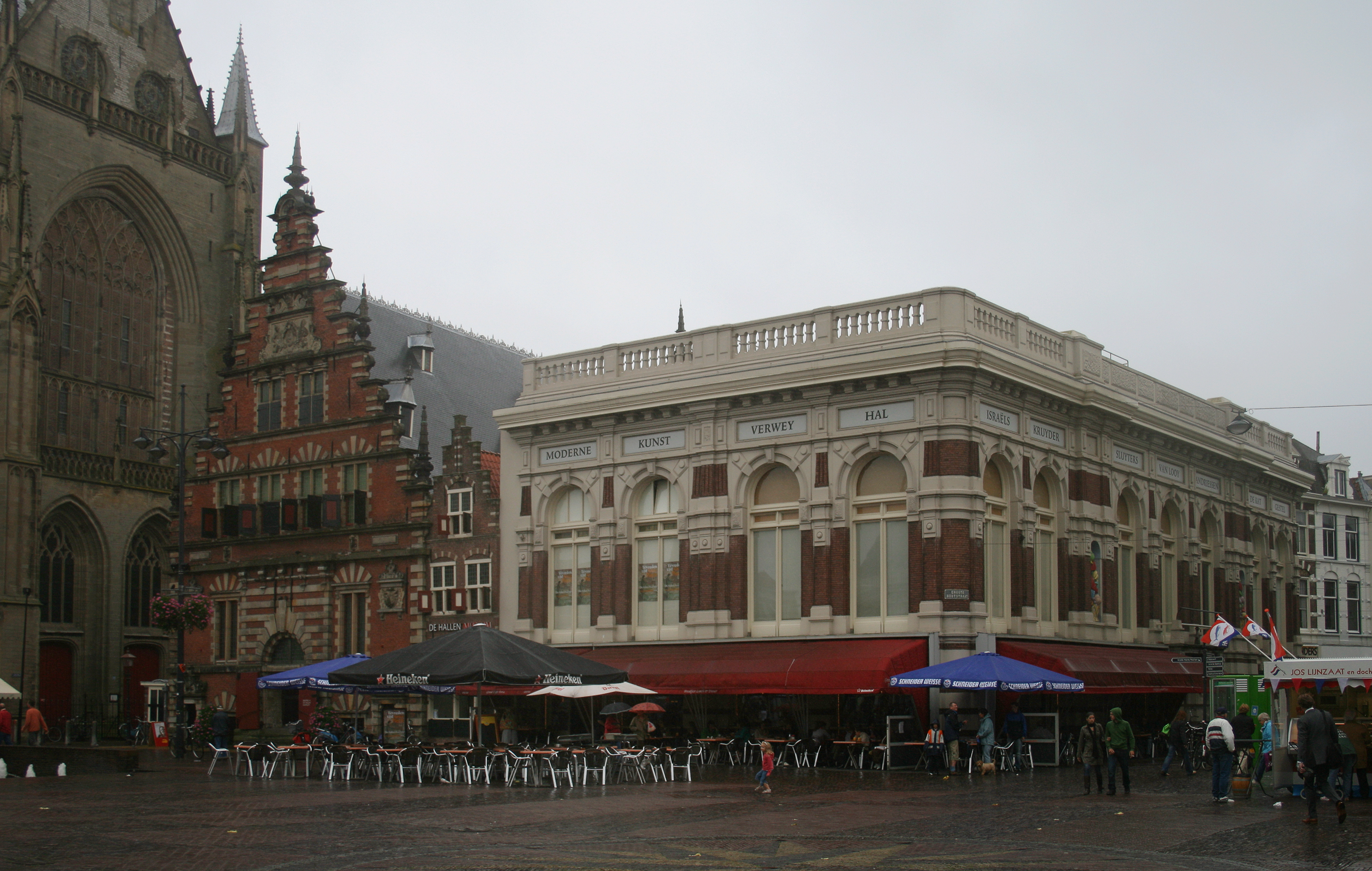
La Verweyhal (édifice éclectique, à droite) et la Halle aux viandes (avec le pignon à gradins, à gauche) ; entre les deux, l'étroite maisonnette du poissonnier (Vishuisje).

Édifice de style éclectique à dominante néo-classique, la Verweyhal comporte deux niveaux, un rez-de-chaussée assez bas et un premier étage nettement plus élevé, dit bel-étage, le tout sous un toit plat avec attique à balustres. Son plan au sol est un rectangle aux angles arrondis, délimité par le côté sud de la Grand’Place, par la Grote Houtstraat à l’ouest et par la Spekstraat au sud ; les trois façades que le bâtiment présente ainsi compent respectivement quatre, sept et deux travées. La façade sur la Grote Houtstraat, qui comprend à deux endroits un étroit pan de mur en légère saillie, renferme, dans sa travée centrale, la porte d’entrée, laquelle est surmontée d’un balcon en pierre blanche. 
Le bâtiment, qui s’appuie sur un soubassement de pierre gris foncé à bossages, est essentiellement fait de brique rouge, mais comprend de très nombreux éléments en pierre de taille et en stuc, passés à la peinture blanche : bandes et moulures régnant sur les trois façades, couvrements richement ornés des vastes baies en plein-cintre du bel-étage, consoles des balcons, etc. Entre ces baies, que séparent des pilastres partiellement recouverts d’un enduit blanc et qui vont se rétrécissant, d’une part, et la corniche en bois profilée peinte en blanc, soutenue par des modillons, d’autre part, court un large bandeau également blanc dans lequel s’inscrivent des cartouches rectangulaires en léger retrait portant des inscriptions.
Le bâtiment n’a rien quasiment gardé de son ameublement intérieur d’origine.

## Jugements de valeur
Le style éclectique une fois passé de mode, la Verweyhal devint l’objet, dans la première moitié du XXe siècle, de nombreuses critiques, voire de détestation. On le trouva trop encombrant et pompeux, et en 1947, Gijsbrecht Friedhoff, architecte-urbaniste de l’État, qualifiant l’édifice de « bricolage médiocrement réussi », voulut le démolir pour lui substituer des façades traditionnelles. Un revirement des opinions se produisit peu à peu dans les années 1970, à telle enseigne que la Verweyhal est aujourd’hui inscrite à l’inventaire néerlandais des Monuments historiques.
Le site des monuments nationaux donne l’appréciation suivante :
« Cet édifice datant des années 1879-1880 présente, du point de vue de l’histoire culturelle et architecturale, un intérêt général en tant qu’il constitue un exemple de sociëteitsgebouw (siège de sociëteit) éclectique aux extérieurs bien préservés. En outre, l’immeuble apparaît important en raison de sa situation éminente dans le centre-ville de Haarlem, à l’angle Grote Houtstraat/Grand’Place. »